# نظریه چند واگی

شاخه های عصب واگ در گردن.

نظریه پُلی واگال (Polyvagal Theory، به اختصار: PVT) مجموعه‌ای از نظریه های پیشنهادی در مورد ساختارهای تکاملی، عصب‌شناختی و روان‌شناختی است که به نقش عصب واگ در تنظیم هیجان، ارتباط اجتماعی و پاسخ به ترس می‌پردازد. این نظریه در سال ۱۹۹۴ توسط استفان پورگز ارائه گردید. این‌که فرضیات نظریه چند واگی قابل دفاع نیستند، مورد اتفاق نظر متخصصان است. اگرچه این تئوری در میان برخی از پزشکان و بیماران محبوب است، اما توسط علم اعصاب اجتماعی کنونی تایید نشده است.
نام این نظریه برگرفته از نام عصب جمجمه‌ای واگ است که این عصب از اجزاء اصلی دستگاه عصبی پاراسمپاتیک می باشد. به طور سنتی سیستم عصبی خودمختار را یک دستگاه دو بخشی در نظر می‌گیرند: سیستم عصبی سمپاتیک که فعال‌ کننده است ("ستیز یا گریز") و سیستم عصبی پاراسمپاتیک که از سلامت، رشد و بازسازی بدن پشتیبانی می‌کند ("استراحت و هضم"). نظریه چند واگی سیستم عصبی پاراسمپاتیک را به دو شاخه مجزا در ساقه مغز تقسیم می‌کند: «سیستم واگ شکمی» در جلو ساقه مغز که تعامل اجتماعی را پشتیبانی می‌کند و «سیستم واگ پشتی» در قسمت خلفی ساقه مغز که از رفتارهای بی‌حرکتی، «استراحت و هضم» و بی‌حرکتی دفاعی یا «خاموش شدن» پشتیبانی می‌کند. این "سیستم تعامل اجتماعی" واگ شکمی یک حالت ترکیبی از فعالیت و آرامش است که در توانایی ما برای مشارکت اجتماعی نقش دارد.